# Natalija Sergejewna Belowa
Natalija Sergejewna Belowa (russisch Наталия Сергеевна Белова; * 26. Oktoberjul. / 8. November 1917greg. in Wjatka; † 15. Juli 1983 in Leningrad) war eine sowjetische Altertumsforscherin und Hochschullehrerin.

## Leben
Nach einem Jahr am Leningrader Konservatorium 1934 wurde Belowa Schleifer-Lehrling im Leningrader Radiotelegrafie-Werk Komintern. Sie begann dann das Studium an der Universität Leningrad in der Philologischen Fakultät. Bei Beginn des Deutsch-Sowjetischen Kriegs fuhr sie im Juni 1941 zu ihrem Mann, dessen Einheit verlegt wurde, und trat als Militärdolmetscherin in die Rote Armee ein. Sie gehörte zur Krimfront und nahm an den Kämpfen auf der Halbinsel Kertsch teil. Nach Absolvierung der Tifliser Artillerie-Schule leitete sie die Aufklärung der Artillerie-Division der 1. Ukrainischen Front. 1946 wurde sie demobilisiert.
Belowa wurde 1946 in Leningrad Mitarbeiterin der Eremitage in der Abteilung für Geschichte indigener Kulturen. Ihr Studium schloss sie 1950 am Leningrader Pädagogischen Herzen-Institut in der Historischen Fakultät ab. Nach der anschließenden Aspirantur in der Leningrader Abteilung des Instituts für Geschichte (LOII) der Akademie der Wissenschaften der UdSSR verteidigte sie 1954 ihre Dissertation über die politische Situation der bosporanischen Städte im 4. Jahrhundert v. Chr. mit Erfolg  für die Promotion zur Kandidatin der historischen Wissenschaften.
Darauf wurde Belowa wissenschaftliche Mitarbeiterin der LOII. Sogleich kam sie in das große Arbeitskollektiv für die Erstellung eines Textkorpus der Inschriften des Bosporanischen Reichs. Das Bosporanische Reich (lateinisch Regnum Bospori) war ein antikes hellenistisches Königreich, das sich im 5. Jahrhundert v. Chr. aus den griechischen Kolonien im nördlichen Schwarzmeergebiet und an den Küsten des Asowschen Meeres gebildet hatte. Das Zentrum war die Straße von Kertsch, die von den Alten Griechen Kimmerischer Bosporus genannt wurde zur Unterscheidung vom Thrakischen Bosporus.
Belowas Forschungsschwerpunkt wurde nun das Bosporanische Reich. Sie beteiligte sich an der Arbeit der archäologischen bosporanischen Expeditionen, der Expedition am unteren Don und an der Olbia-Expedition. Zeitweise leitete sie eine Gruppe der bosporanischen Expedition bei der Ausgrabung einer antiken Villa bei Kertsch. 1957 führte sie Prospektionsarbeiten in der Wallburg Kitei an der Straße von Kertsch durch. Jahrelang nahm sie an der Ausgrabung der Wallburg Porthmion auf der Halbinsel Kertsch teil.
Im Oktober 1960 verließ Belowa die LOII, um am 1. Leningrader Pawlow-Medizin-Institut eine Lehrtätigkeit aufzunehmen. An diesem Institut wurde sie als Nachfolgerin Marija Sergejenkos 1962 Leiterin des Lehrstuhls für lateinische Sprache.
Für die Erstellung des Corpus der Inschriften des Bosporanischen Reichs 1965 hatte Belowa die altgriechischen epigraphischen Denkmäler untersucht, analysiert und teilweise für die Veröffentlichung vorbereitet. Später veröffentlichte sie weitere Inschriften. Ihre Analysen waren wichtige Beiträge zur Geschichte des Bosporanischen Reichs.